# هفتاد ضربدر هفت
هفتاد ضربدر هفت (اسپانیایی: Setenta veces siete‎) فیلمی درام به کارگردانی لئوپولدو توره نیلسون است که در سال ۱۹۶۲ منتشر شد. این فیلم در جشنواره فیلم کن ۱۹۶۲ به نمایش درآمد. از بازیگران فیلم می‌توان به ایسابل سارلی، فرانسیسکو رابال و آلبرتو بارسل اشاره کرد.
این فیلم یکی از پرفروش‌ترین فیلم‌های «سکسی هنری» در ایالات متحده آمریکا بود.